# NGC 5906
NGC 5906 – zachodnia część galaktyki NGC 5907, słabiej widoczna niż część wschodnia z powodu częściowego przesłonięcia pyłem z dysku galaktycznego. Galaktyka NGC 5907 znajduje się w gwiazdozbiorze Smoka. 13 kwietnia 1850 roku obserwował ją George Stoney – asystent Williama Parsonsa, a ponieważ zachodnią część galaktyki widział w teleskopie jako oddzielny obiekt, wzmianka o niej i rysunek znalazły się w katalogu Parsonsa, a John Dreyer skatalogował ją później w swoim New General Catalogue jako NGC 5906.